# 巨龙绿豆酒
巨龙绿豆酒，是北票出产的一种白酒，为新兴的地方酒種。和多数以高粱或其他主粮为原料的白酒不同，巨龙绿豆酒以绿豆为主料酿制，因此也被归入特色酒类。2008年被辽宁省政府授予“辽宁省名牌产品”。